# کویر پلوند

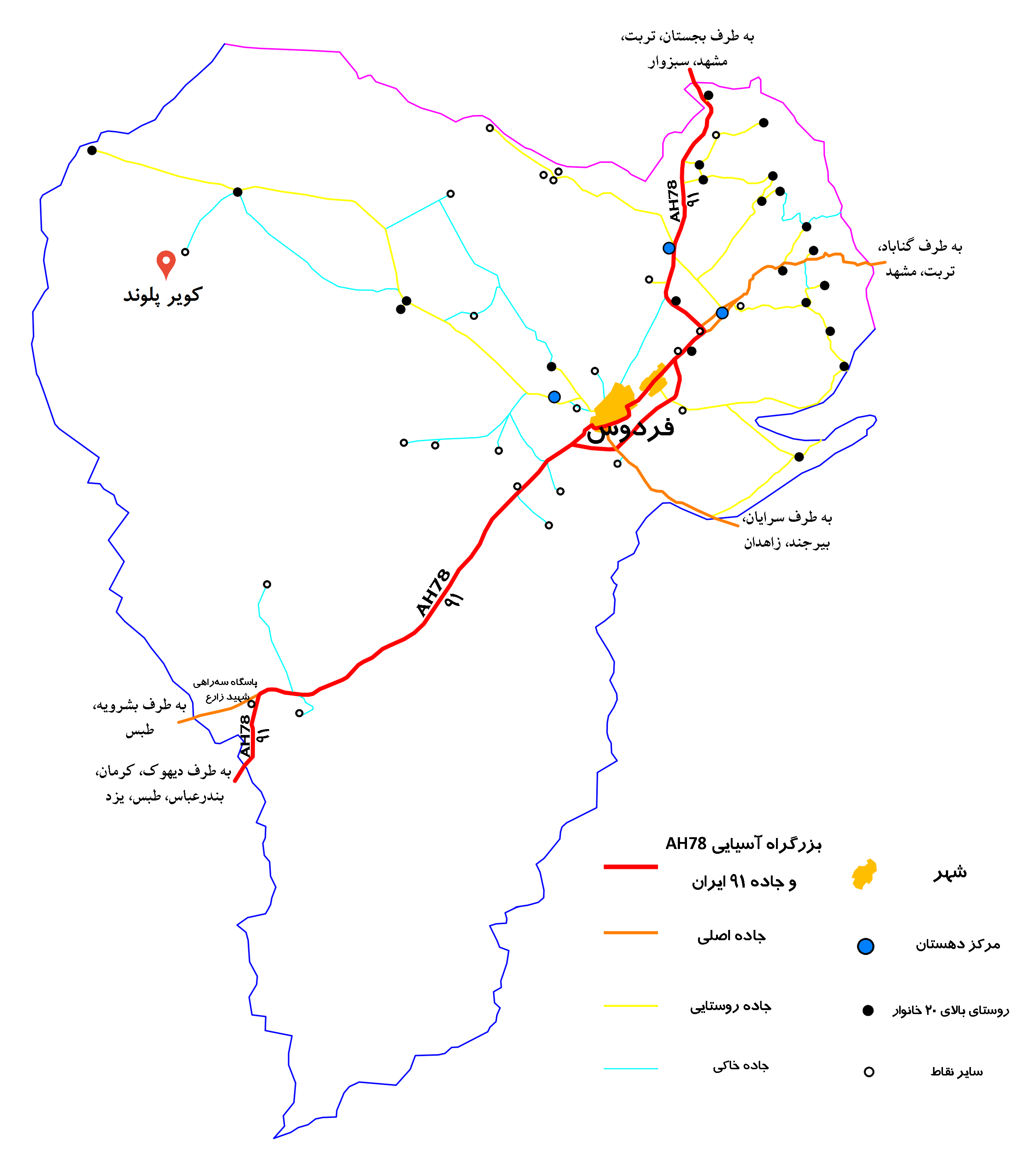
موقعیت کویر پلوند بر روی نقشه شهرستان فردوس

کویر پُلوند یا کویر مظفری، ناحیه‌ای بیابانی است که در غرب شهرستان فردوس در استان خراسان جنوبی قرار دارد. این کویر در ۴۰ کیلومتری غرب شهر فردوس، در نزدیکی روستای چاه پلوند و در داخل منطقه حفاظت‌شده مظفری واقع شده و از شمال به روستاهای کجه و چاهنو، از غرب به کال نمک، از شرق به روستاهای ابراهیم‌آباد و طاهرآباد و از جنوب به پناهگاه حیات وحش رباط شور محدود می‌شود.
ارتفاع متوسط کویر پلوند از سطح آب‌های آزاد، حدود ۹۵۰ تا ۱۰۰۰ متر می‌باشد.

## پوشش جانوری
گونه‌های جانوری که در این منطقه زندگی می‌کنند، شامل قوچ و میش، کل و بز، گرگ، آهو، گربه شنی، کاراکال، روباه، شغال، تشی، شاهین، کبک، تیهو، انواع باقرقره، کبوتر چاهی، زاغ بور، غراب، کمرکولی، انواع چک چک، هوبره، شاهین، عقاب طلایی، دلیجه، قرقی، انواع گنجشک، بزمچه، انواع مارها و لاک‌پشت می‌باشد.

## پوشش گیاهی
پوشش گیاهی این منطقه، شامل بنه، کسور، اسکنبیل، گز، تاغ، قیچ، بادام کوهی، زرشک وحشی، درمنه، آنغوزه، زیره سیاه، گیاهان علفی، گل بومادران، آویشن، لاله قرمز، خارشتر، افدرا و برخی از گیاهان خانواده کاسنی می‌باشد.

## نقاط دیدنی
وجود تپه ماهورهای ماسه‌ای، دق‌ها و کفه‌های نمکی و نواحی کویری در کنار نواحی کوهستانی، از جاذبه‌های دیدنی این منطقه می‌باشد. همچنین از جمله جاذبه‌های طبیعی منحصر به فرد این ناحیه، تپه‌های ماسه‌ای به شکل دم یوزپلنگ می‌باشد که با عنوان اثر طبیعی دم یوز شناخته می‌شود. همچنین اثر طبیعی سنگ سوراخ و غار سنگ سوراخ، در نزدیکی این کویر قرار دارد.

## راه دسترسی
برای دسترسی به این کویر، باید از شهر فردوس به سمت روستاهای ابراهیم‌آباد و طاهرآباد رفته و سپس از یکی از مسیرهای کجه یا سنگ سوراخ به پلوند رفت.